# Heinrich Behrens (Tiermediziner)
Heinrich Otto Wilhelm Behrens (* 13. Mai 1920 in Ohlum; † 10. März 1997 in Isernhagen) war ein deutscher Tierarzt und Hochschullehrer.

## Leben
Heinrich Behrens wurde als Sohn des gleichnamigen Hofbesitzers in Ohlum geboren. Zum 1. Trimester 1940 begann er das Studium der Veterinärmedizin an der Tierärztlichen Hochschule Hannover. 1940 wurde er Mitglied des Corps Normannia Hannover. Im Oktober 1944 erhielt er in Hannover die tierärztliche Approbation und wurde zwei Monate später zum Dr. med. vet. promoviert. Am Zweiten Weltkrieg nahm er als Veterinär der Reserve teil und war von Mai bis November 1945 in Kriegsgefangenschaft. Im Dezember 1945 wurde er Wissenschaftlicher Assistent in der Ambulatorischen Klinik der Tierärztlichen Hochschule Hannover. Im Oktober 1947 wechselte er in die Medizinisch-forensische Klinik. 1950 habilitierte er sich zum Dr. med. vet. habil. und wurde Privatdozent für innere Medizin an der Tierärztlichen Hochschule Hannover. Ende 1951 legte er das Kreistierarzt-Examen ab. Im Juni 1953 wurde er Oberassistent und im Oktober 1955 zum Direktor des Tiergesundheitsamtes der Landwirtschaftskammer Hannover berufen, dem er bis zu seiner Pensionierung vorstand. Im April 1956 wurde er zum außerplanmäßigen Professor der Tierärztlichen Hochschule Hannover und 1957 zum Oberlandwirtschaftsrat ernannt.
Behrens las über Tierhygiene sowie Schweine- und Schafkrankheiten. Er ist der Verfasser von Lehrbüchern zur Schafzucht sowie zu Schweine- und Schafkrankheiten, die in mehrfach wiederholter Auflage erschienen sind.

## Schriften
- Prüfung der Anästhesie bei der Kastration von Hengsten durch Injektion des Anästhetikums in das Hodengewebe, 1944
- Der Liquor cerebrospinalis des Pferdes, 1950
- Die Bluttransfusion beim Tier, 1950
- Schweinekrankheiten und ihre Bekämpfung, 5. erweiterte und verbesserte Auflage, 1980 (1. Auflage 1959)
- Lehrbuch der Schafkrankheiten, 3. überarbeitete und erweiterte Auflage, 1987 (1. Auflage 1962)
- Lehrbuch der Schafzucht, 6. neubearbeitete Auflage, 1983 (zusammen mit Reinhard Scheelje und Rudolf Waßmuth)
- Naciones de patologia porcina, 1971